# Marc Emmers
Marc Jozef Emmers (Hamont-Achel, Limburgo, Bélgica; 25 de febrero de 1966) es un exfutbolista belga. Jugaba de centrocampista y jugó por el RKV Malinas y el Royal Sporting Club Anderlecht entre otros, además fue nombrado mejor jugador de la liga belga en la temporada 1988-89.
Fue internacional absoluto por la selección de Bélgica entre 1988 y 1994, y participó en las Copas Mundiales de 1990 y 1994.
Como jugador del Anderlecht a mediados de los 1990, Emmers ganó la Primera División de Bélgica en tres oportunidades. 
Su hijo Xian Emmers es futbolista profesional.

## Selección nacional

### Participaciones en Copas Mundiales
| Copa                           | Sede           | Resultado        |
| ------------------------------ | -------------- | ---------------- |
| Copa Mundial de Fútbol de 1990 | Italia         | Octavos de final |
| Copa Mundial de Fútbol de 1994 | Estados Unidos | Octavos de final |

## Clubes
| Club              | País    | Año       |
| ----------------- | ------- | --------- |
| SV Thor Genk      | Bélgica | 1983-1987 |
| RKV Malinas       | Bélgica | 1987-1992 |
| RSC Anderlecht    | Bélgica | 1992-1997 |
| AS Perugia Calcio | Italia  | 1997      |
| FC Lugano         | Suiza   | 1998-1999 |
| KFC Diest         | Bélgica | 1999-2000 |

## Palmarés

### Títulos nacionales
| Título           | Club           | País    | Año     |
| ---------------- | -------------- | ------- | ------- |
| Primera DIvisión | RKV Malinas    | Bélgica | 1988-89 |
| Primera DIvisión | RSC Anderlecht | Bélgica | 1992-93 |
| Primera DIvisión | RSC Anderlecht | Bélgica | 1993-94 |
| Primera DIvisión | RSC Anderlecht | Bélgica | 1994-95 |
| Copa de Bélgica  | RSC Anderlecht | Bélgica | 1993-94 |

### Títulos internacionales
| Título              | Club        | País    | Año     |
| ------------------- | ----------- | ------- | ------- |
| Supercopa de Europa | RKV Malinas | Bélgica | 1988    |
| Recopa de Europa    | RKV Malinas | Bélgica | 1987-88 |

### Distinciones individuales
| Distinción                          | Año     |
| ----------------------------------- | ------- |
| Mejor jugador de la Liga de Bélgica | 1988-89 |